# Xã Sandy, Quận Clearfield, Pennsylvania
Xã Sandy (tiếng Anh: Sandy Township) là một xã thuộc quận Clearfield, tiểu bang Pennsylvania, Hoa Kỳ. Năm 2010, dân số của xã này là 10.625 người.